# Aquarium de Toba
Pour les articles homonymes, voir Toba.
L'Aquarium de Toba (鳥羽水族館, Toba-suizokukan, Toba Aquarium) est un aquarium public de la Préfecture de Mie, au Japon, situé dans la ville de Toba. Il comporte douze zones représentant différents écosystèmes. Il est l'aquarium du Japon abritant le plus d'espèces (environ 25 000 spécimens de 1 200 espèces différentes). L'aquarium de Toba se distingue par ses travaux de recherche dans la protection et la reproduction de créatures marines. Les visiteurs sont libres de faire le tour de l'aquarium comme bon leur semble sans avoir à suivre un itinéraire déterminé. Le hall fait environ 1,5 km de long.

## Historique

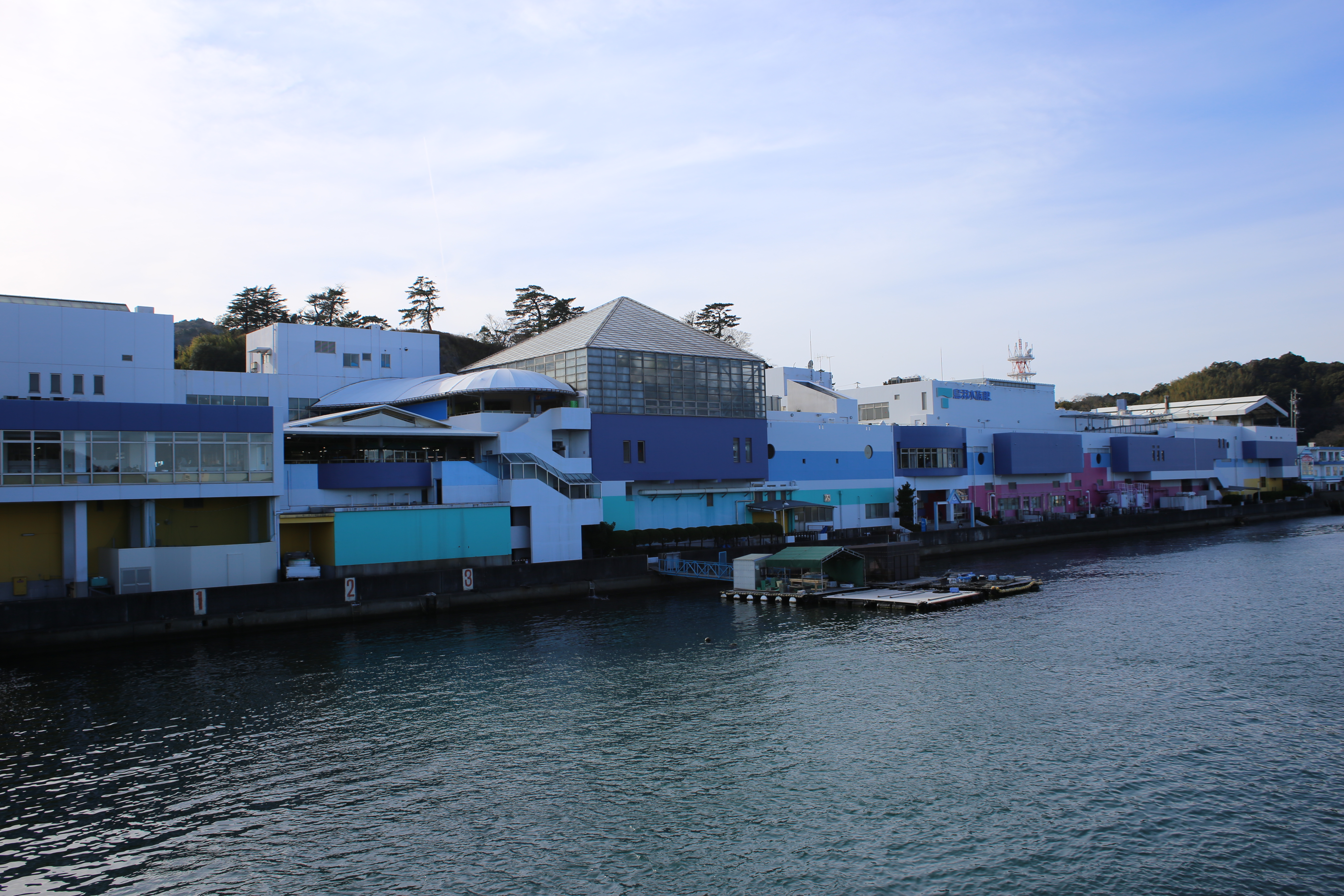
Vue arrière de l'aquarium, 2017.

L'aquarium de Toba ouvre en mai 1955 et a été fondé par Haruaki Nakamura (中村幸昭, Nakamura Haruaki), qui est devenu par la suite président d'honneur (en). L'aquarium a reçu au total plus de 50 millions de visiteurs, dont 940 000 en 2019, ce qui en fait un des lieux les plus visités au pays.
Ce dernier accueille aussi plusieurs recherches scientifiques en collaboration avec le MEXT, catégorisant officiellement l'aquarium de musée. L'aquarium fait entre autres valoir la protection et la reproduction de créatures marines rares, ou qui sont en danger d'extinction. Certains de leurs programmes de reproduction incluent celles d'un marsouin aptère, en 2013 et 2014, et la naissance de seconde génération d'une loutre de mer, en 1984, une première au Japon. L'aquarium de Toba, avec l'aquarium de Sydney, est le seul au monde à abriter un dugong.
Une autres espèce protégée qu'ils ont réussi à élever et à reproduire est le nautilidae. Enfin l’aquarium a réussi à photographier une autre espèce en voie d'extinction, des coelacanthiformes.

## Installations
Les douze zones de l'aquarium sont :
- Le stade de performance - On y retrouve des spectacles de lions de mer ;
- le royaume des animaux marins - S'y déroule la protection et la reproduction de mammifères marins comme l'otarie à fourrure ou le phoque ;
- Mer de sirènes - Spectacles de dugongs ;
- Mer ancienne - Exposition d'espèces-reliques vivantes comme les nautiles ou les dipneustes. Exposition sur les cœlacanthes ;
- Immersion en récif corallien - On y retrouve des poissons tropicaux, coraux et tortues de mer reproduites par les employés ;
- Mer d'Ise-Shima (en), Mer japonaise - Exposition de créatures marines vivant dans la baie d'Ise ou dans les eaux environnantes (ex : crabes, marsouins aptères et murènes) ;
- Rivières japonaises - Espèces vivant dans les rivières japonaises (ex : saumon du Japon) ;
- Monde de la jungle - Créatures vivant dans l'Amazone ou dans son bassin versant (ex: lamantins et arapaïmas ;
- Mers polaires - loutres de mers, dauphins de Commerson et phoques de Sibérie ;
- Corridor d'eau - Manchots de Humboldt, loutres cendrées, loutres à pelage lisse, pélicans et morses entre autres ;
- Coin des écrevisses - Différentes espèces d'écrevisse ;
- Salle d'exposition spéciale.

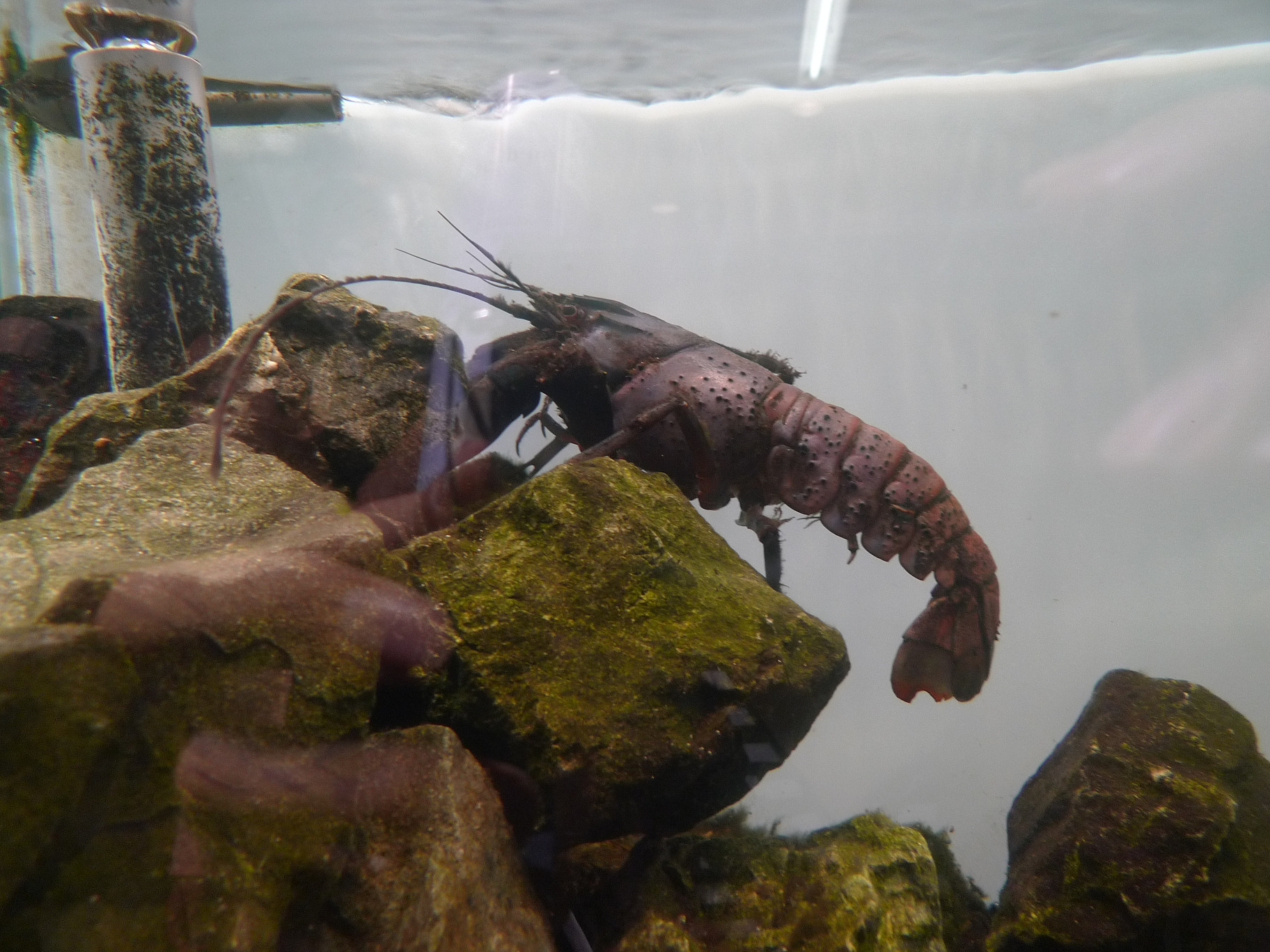
Écrevisses.
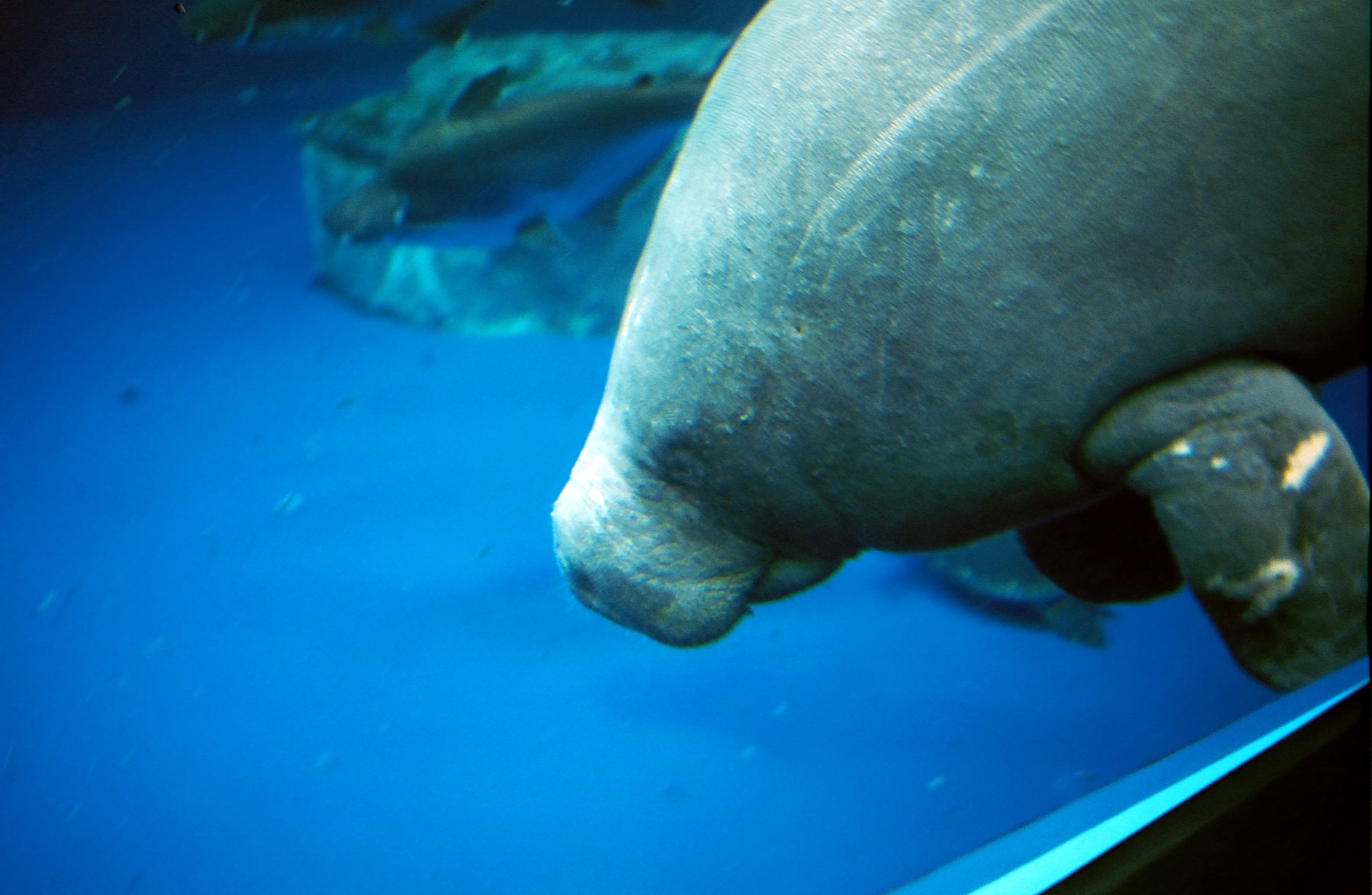
Lamentin.
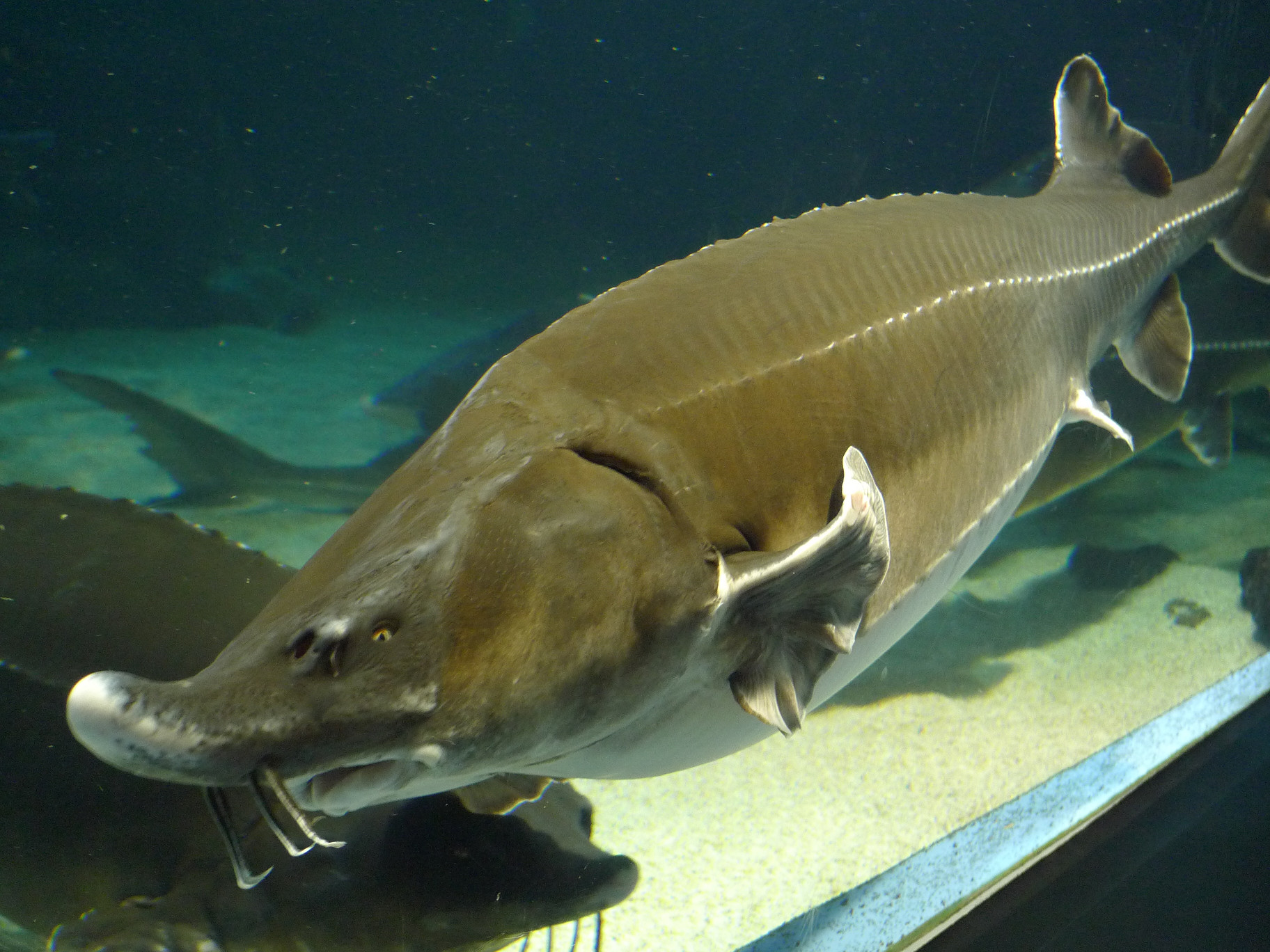
Esturgeon.
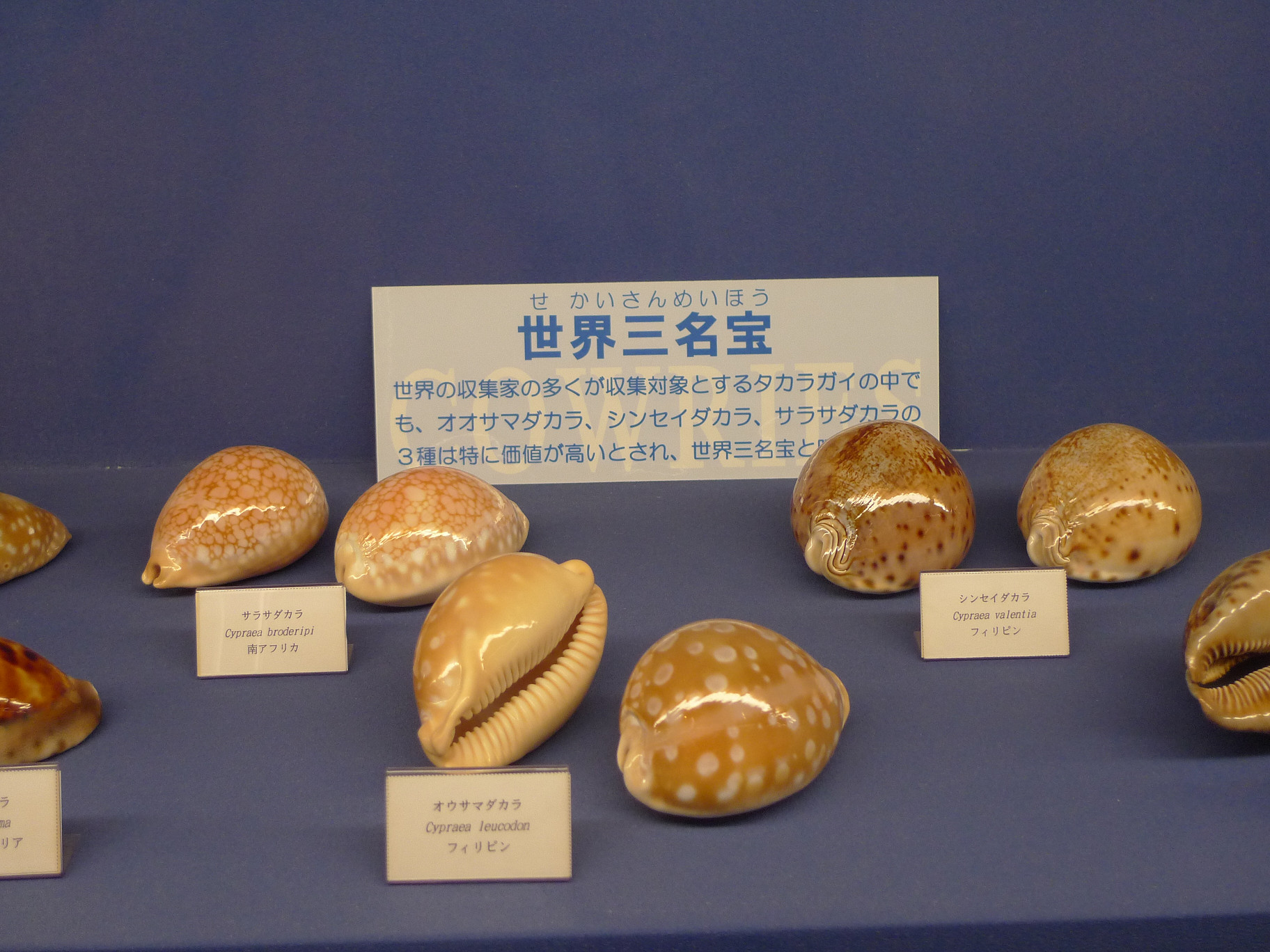
Porcelaines cartes.

## Culture populaire
Dans un des bulletins du programme Minna no uta de la chaîne NHK, on peut voir les loutres de mer de l'aquarium de Toba.

## Accès

### Chemin de fer

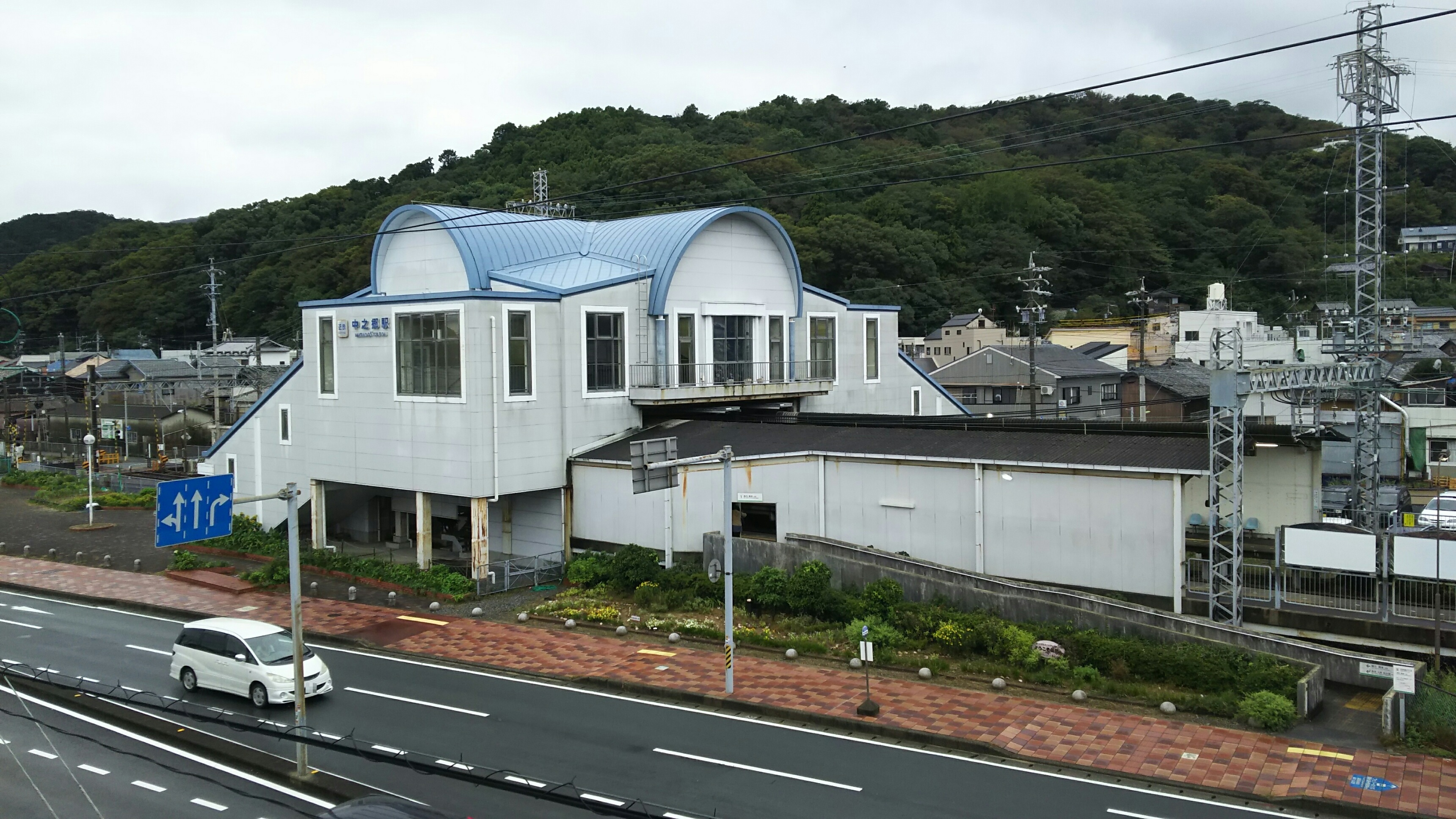
Station Nakanogo.

On peut y accéder par la ligne Kintetsu Shima, en descendant à la Station Nakanogo (en). Cependant, les publicités placent la Gare de Toba comme station la plus proche.

### Ferry

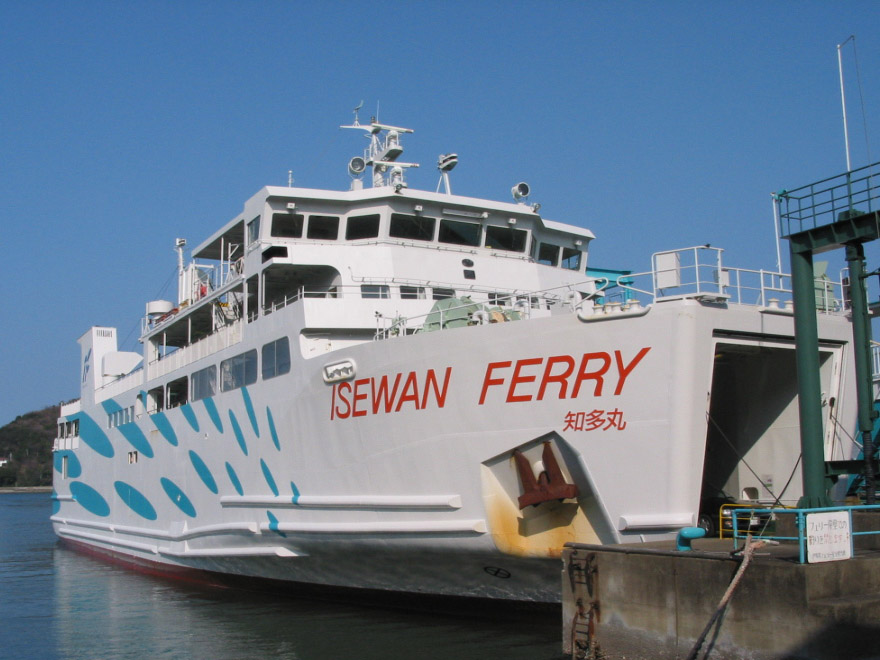
Un des bateaux du Ferry de la baie d'Ise.

On peut y accéder par le Ferry de la baie d'Ise (en).

### Voitures
Un stationnement payant appelé "Aqua parking" peut accueillir 400 voitures.